# Fédération finlandaise de hockey sur glace
La Fédération finlandaise de hockey sur glace porte le nom de Suomen Jääkiekkoliitto. Elle est l'organisme chargé du hockey sur glace en Finlande.

## Principaux Championnats
- SM-liiga
- Mestis
- Suomi-sarja
- 2. Divisioona

### International
- Équipe de Finlande de hockey sur glace
- Équipe de Finlande de hockey sur glace féminin